# Francis Lewis
Francis Lewis (1713–1802) va ser un dels signants de la Declaració d'Independència dels Estats Units com a representant de Nova York.
Nascut a Llangurig, Powys, Gal·les, era fill de Morgan Lewis i Anne Pettingale. Es va educar a Escòcia i va anar a l'escola de Westminster a Anglaterra. Va entrar en una casa mercantil de Londres i després es va traslladar a Whitestone, Nova York el 1734. Va ser fet presoner i enviat en una caixa a França mentre servia com a agent mercantil britànic l'any 1756. Al seu retorn a Amèrica es va convertir en un membre actiu de la vida política .
Formà part del Comitè de Sixty, fou membre del Congrés Provincial de Nova York i va ser escollit delegat al Congrés Continental el 1775. El 1778 va signar els Articles de la Confederació dels Estats Units. Des de 1779 fins al 1780, Lewis va exercir com a President del Consell Continental de Marina.
La seva casa, situada a Whitestone, a Queens, Nova York, va ser destruïda durant la Guerra d'Independència pels soldats britànics, que també van detenir la seva dona, a qui van negar un canvi de roba o una alimentació adequada durant setmanes de captiveri.
El seu fill Morgan Lewis va servir a l'exèrcit durant la Guerra d'Independència i més tard va exercir molts càrrecs a l'estat de Nova York, incloent el de Governador.

## Llegat

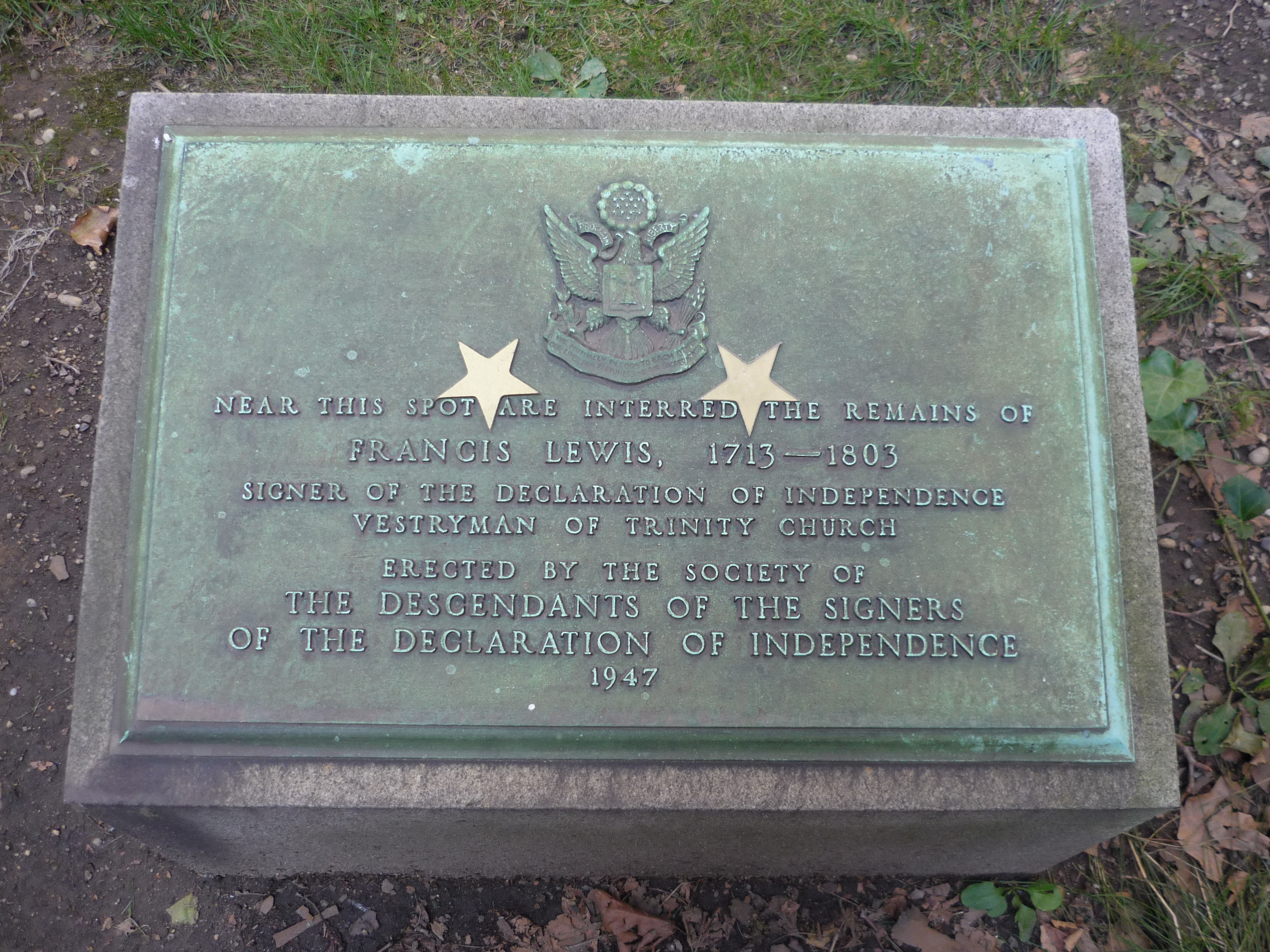
Tomba de Francis Lewis al cementiri de Trinity Church.

Un besnet de Francis Lewis, Manning Livingston, va morir en la batalla de Gettysburg durant la Guerra Civil. El seu net quart era el director de Hollywood William A. Wellman, i la seva besneta era l'autor i actriu Anna Cora Mowatt.
A Queens, Nova York, l'institut Francis Lewis High School i PS 79 "The Francis Lewis School" porten el seu nom. També hi ha el Boulevard Francis Lewis, que els vilatans solen referir com "Franny Lew", que s'estén gairebé de nord a sud de la ciutat, així com el Francis Lewis Park, que es troba per sota de la banda de Queens del pont Bronx-Whitestone. Una Lògia Maçònica, Francis Lewis # 273, també es troba en Whitestone